# 蕴含的幂等性
蕴含的幂等性( 英語：Idempotency of entailment)是逻辑系统的一种特性，它表明人们可以从一个假设的多个实例中得出与仅从一个假设中得出相同的结果。这个属性可以被称为紧缩规则的一种结构规则捕获，在这样的系统中，当且仅当紧缩是一个可接受的规则时，人们可以说蕴含是幂等的。
紧缩规则：从
A,C,C → B
推导出
A,C → B.
或者在相继式演算符号系统中，
{\displaystyle {\frac {\Gamma ,C,C\vdash B}{\Gamma ,C\vdash B}}}
在线性逻辑和仿射逻辑（Affine logic）中，蕴涵不是幂等的。

## 外部連結
- History of Logic in Relationship to Ontology （页面存档备份，存于） Annotated bibliography on the history of logic